# Sphagnodela lucida
Sphagnodela lucida là một loài bướm đêm trong họ Geometridae.